# Sphecodes daishi
Sphecodes daishi là một loài Hymenoptera trong họ Halictidae. Loài này được Tsuneki mô tả khoa học năm 1983.